# Den stora vägen
Den stora vägen (Kinesiska: 大路; pinyin: Dàlù), är en kinesisk stumfilm från 1934. Den regisserades av Sun Yu, och i huvudrollerna syns Jin Yan och Li Lili.
Under 2004 års Hong Kong Film Awards utsågs Den stora vägen till den trettionde bästa kinesiska filmen genom tiderna.

## Handling
Den stora vägen handlar om några arbetare som bygger en motorväg som ska användas i kriget mot japanerna.

## DVD-utgåva
Den 8 maj 2007 släpptes Den stora vägen på DVD i USA på DVD-regioner av Cinema Epoch. Skivan innehåller engelsk textning samt Sun Yus Queen of Sport.